# Stegastes
Stegastes ist eine Gattung der Riffbarsche (Pomacentridae). Die Gattung lebt weltweit verbreitet im Flachwasser tropischer und subtropischer Regionen des Atlantik und des Indopazifik. Im westlichen Atlantik (Bermudas, Karibik bis zur Küste Brasiliens) stellen die im Englischen als „Gregory“ bezeichneten Fische etwa die Hälfte der Riffbarscharten.

## Merkmale
Stegastes-Arten haben den für Riffbarsche typischen gedrungenen Körperbau. Sie erreichen je nach Art Längen von 7,5 bis 17 Zentimeter. Während junge Fische oft sehr bunt sind, mit leuchtendem gelb, blau oder rot, sind die ausgewachsenen Tiere schlicht, dunkel und meist einfarbig, bräunlich oder grüngrau gefärbt.

## Lebensweise
Die meisten Stegastes-Arten sind Allesfresser. Einige leben als Farmerfische und ernähren sich überwiegend herbivor von Fadenalgen. In ihrem Revier pflegen sie die ihnen schmeckenden Algenarten. Sie zupfen ungenießbare Algen vom Substrat, um den von ihnen bevorzugten Platz zu Wachstum zu verschaffen und verteidigen ihr Territorium gegenüber anderen Pflanzen fressenden Fischen, wie Doktor- und Kaninchenfische. Algenfressende kleine Wirbellose, wie Schnecken, Einsiedlerkrebse und einige Seesterne nehmen sie ins Maul und tragen sie davon.
Wie alle untersuchten Riffbarsche sind Stegastes Substratlaicher, sie bevorzugen als Laichplatz Höhlen oder Felsspalten.

## Arten

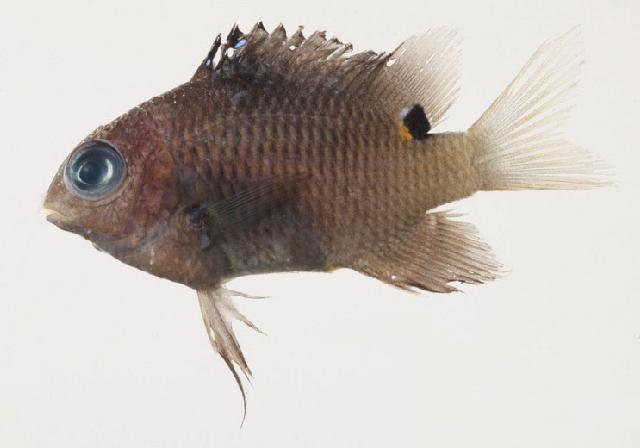
Stegastes albifasciatus

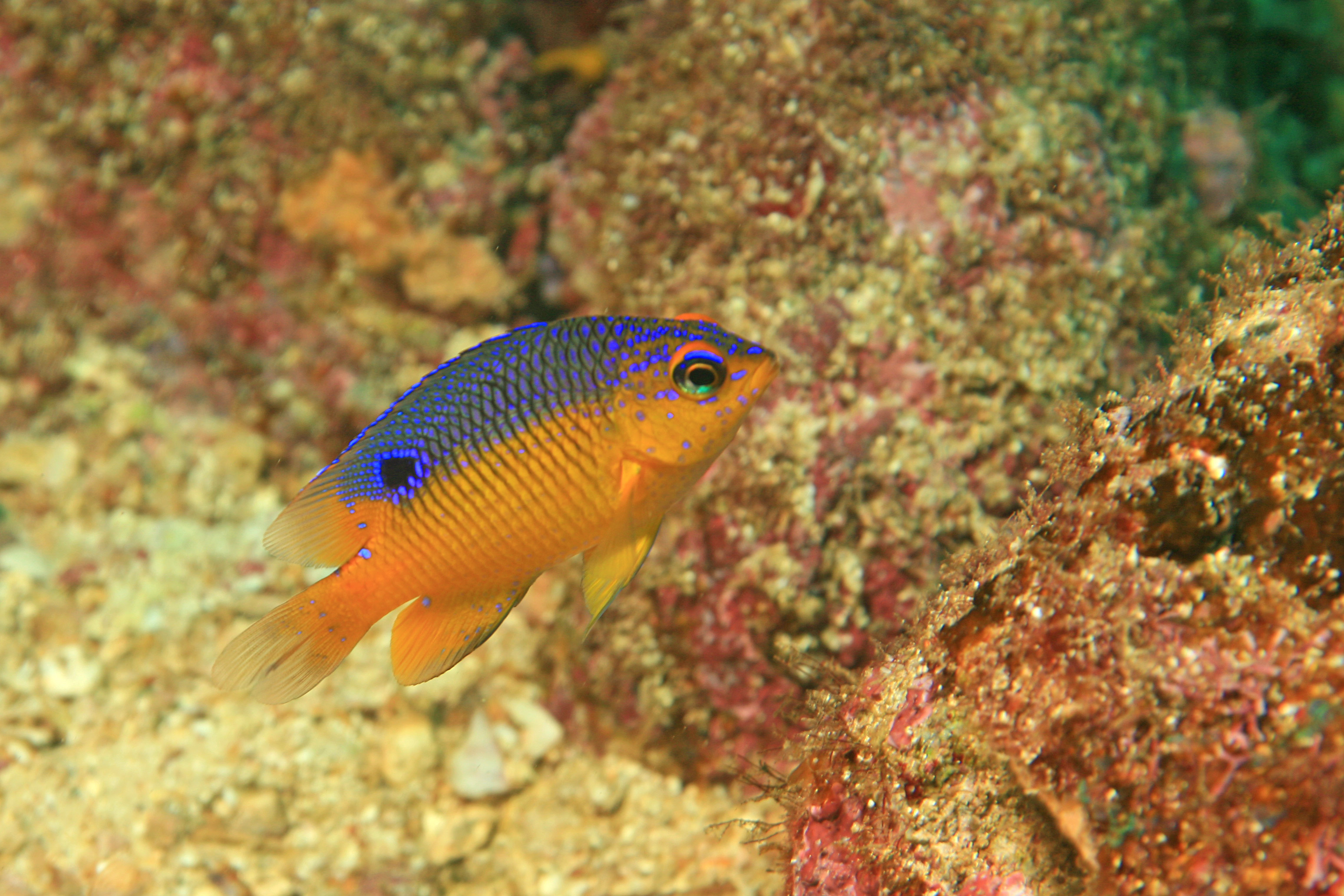
Stegastes flavilatus, juvenil

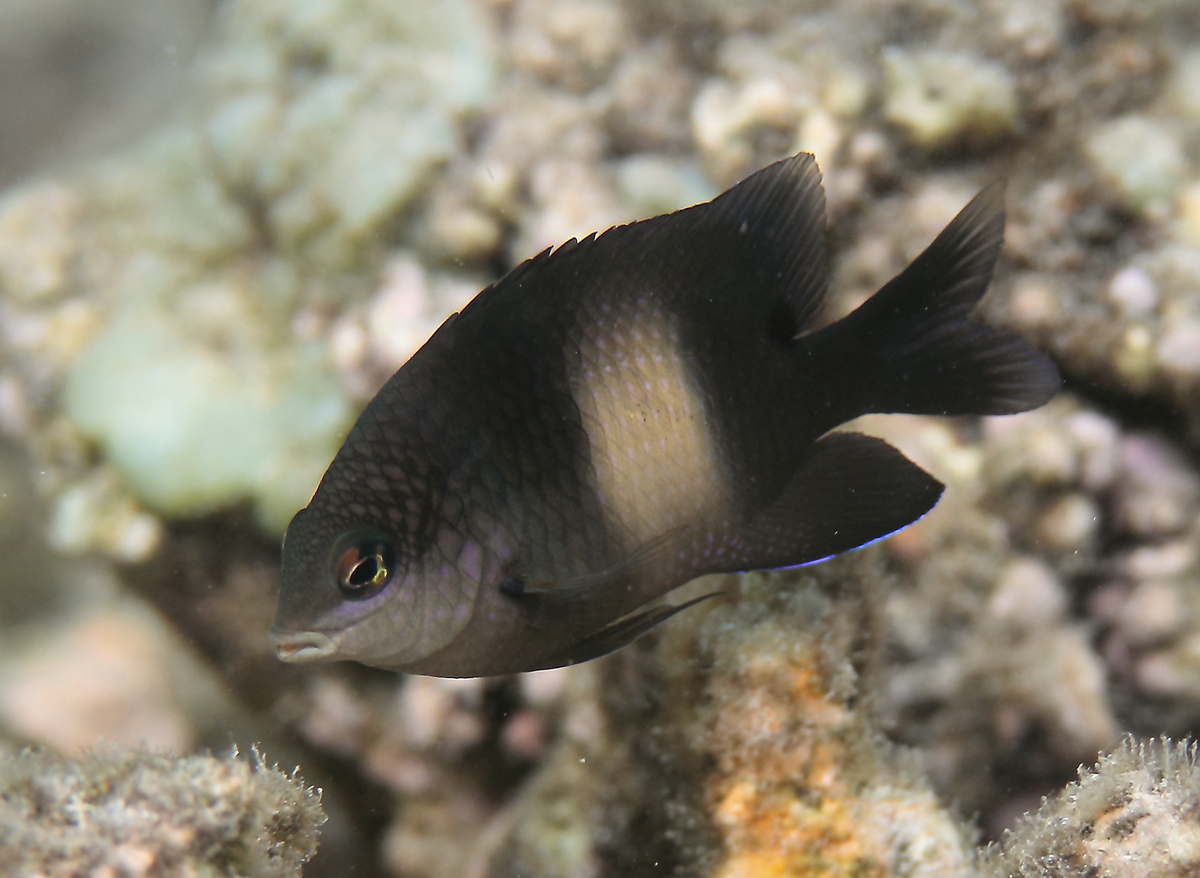
Stegastes nigricans

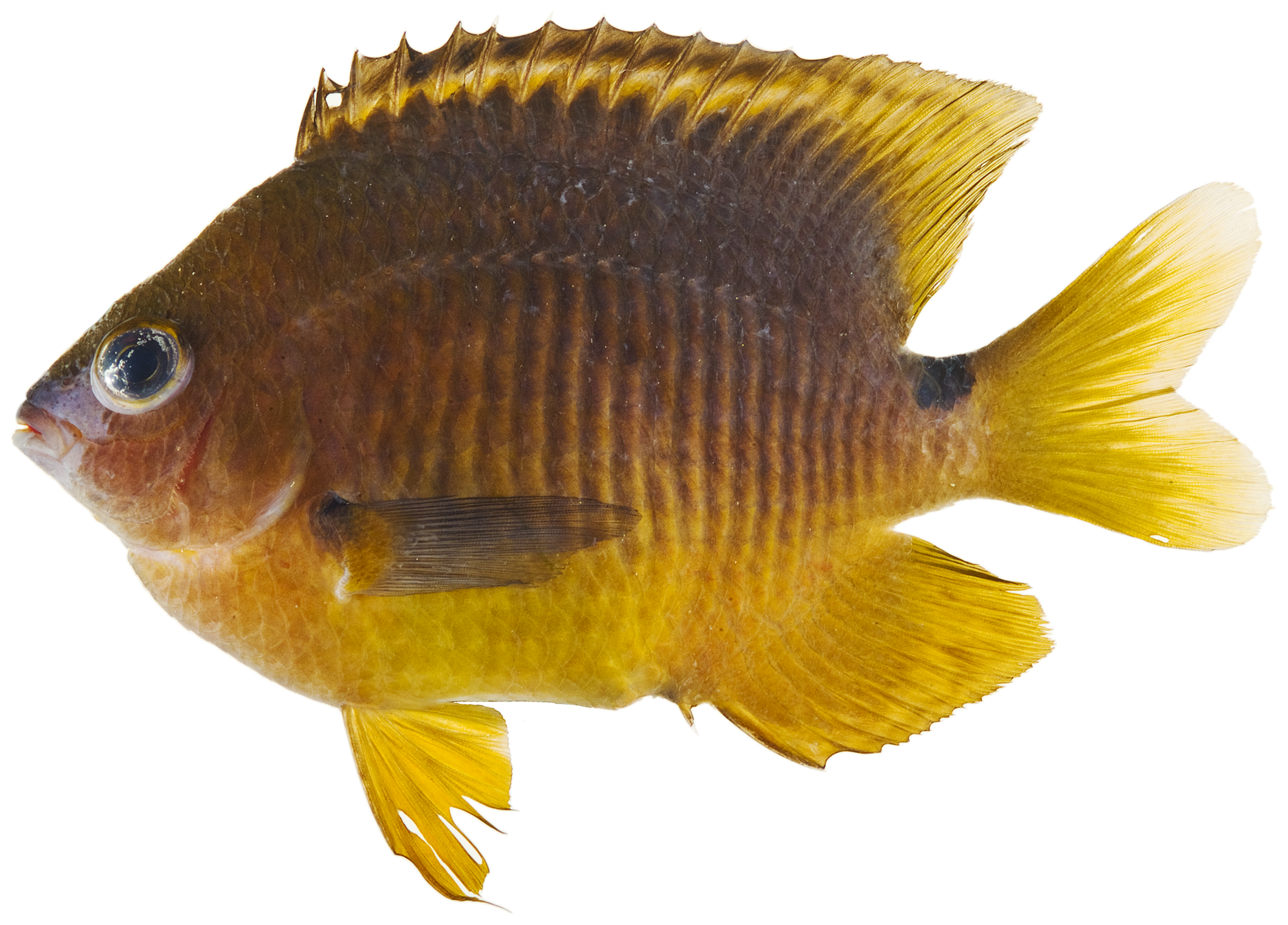
Stegastes planifrons

- Stegastes acapulcoensis (Fowler, 1944)
- Stegastes adustus (Troschel in Müller, 1865)
- Stegastes albifasciatus (Schlegel & Müller, 1839)
- Stegastes arcifrons (Heller & Snodgrass, 1903)
- Stegastes baldwini Allen & Woods, 1980
- Stegastes beebei (Nichols, 1924)
- Stegastes diencaeus (Jordan & Rutter, 1897)
- Stegastes dorsopunicans (Poey, 1868)
- Stegastes flavilatus (Gill, 1862)
- Stegastes fuscus (Cuvier in Cuvier & Valenciennes, 1830)
- Stegastes imbricatus Jenyns, 1840, Typusart
- Stegastes leucorus (Gilbert, 1892)
- Stegastes leucostictus (Müller & Troschel in Schomburgk, 1848)
- Stegastes limbatus (Cuvier in Cuvier & Valenciennes, 1830)
- Stegastes lividus (Forster in Bloch & Schneider, 1801)
- Stegastes lubbocki Allen & Smith, 1992
- Stegastes nigricans (Lacépède, 1802)
- Stegastes otophorus (Poey, 1860)
- Stegastes partitus (Poey, 1868)
- Stegastes pelicieri Allen & Emery, 1985
- Stegastes pictus (Castelnau, 1855)
- Stegastes planifrons (Cuvier in Cuvier & Valenciennes, 1830)
- Stegastes rectifraenum (Gill, 1862)
- Stegastes redemptus (Heller & Snodgrass, 1903)
- Stegastes robertsoni Randall, 2001
- Stegastes rocasensis (Emery, 1972)
- Stegastes sanctaehelenae (Sauvage, 1879)
- Stegastes sanctipauli Lubbock & Edwards, 1981
- Stegastes trindadensis Gasparini, Moura, & Sazima, 1999
- Stegastes uenfi Novelli, Nunan & Lima, 2000
- Stegastes variabilis (Castelnau, 1855)

Zehn Arten wurden Mitte 2021 von Stegastes in die Gattung Plectroglyphidodon überführt, da phylogenetische Studien gezeigt hatten, dass sie näher mit der Typusart von Plectroglyphidodon verwandt sind als mit der von Stegastes.